# 김선화 (1971년)
김선화(1971년 5월 1일 ~ )는 대한민국의 배우이다.

## 학력
- 서울예술대학 연극과

## 출연작

### 드라마
- 《조명가게》 (2024년, Disney+) - 혜원 역
- 《O'PENing - 수령인》 (2024년, OCN) - 최미영 역
- 《졸업》 (2024년, tvN) - 하율의 어머니 역
- 《나쁜 엄마》 (2023년, JTBC) - 병원 보호자 역 (특별출연)
- 《삼남매가 용감하게》 (2022년, KBS2) - 최경순 역 (특별출연)
- 《빅마우스》 (2022년, MBC) - 고미호가 근무하는 병원의 수간호사 역
- 《붉은 단심》 (2022년, KBS2) - 마서방의 아내 역
- 《경우의 수》 (2020년, JTBC)
- 《브람스를 좋아하세요?》 (2020년, SBS) - 송아와 송희의 어머니 역
- 《검사내전》 (2019년, JTBC) - 문희숙 역
- 《꽃파당: 조선혼담공작소》 (2019년, JTBC) - 조 씨 부인 역
- 《사이코메트리 그녀석》 (2019년, tvN) - 주차 따지는 여자 역
- 《미스터 션샤인》 (2018년, tvN) - 강씨부인 역
- 《내 아이디는 강남미인》 (2018년, JTBC) - 나은심 역
- 《미스 마: 복수의 여신》 (2018년, SBS) - 배희재 역
- 《하백의 신부 2017》 (2017년, tvN)
- 《학교 2017》 (2017년, KBS2) - 안정일 어머니 역
- 《아이가 다섯》 (2016년, KBS2)
- 《월계수 양복점 신사들》 (2016년, KBS2)
- 《이번 주 아내가 바람을 핍니다》 (2016년, JTBC) - 닉네임’독수공방녀’ 역
- 《마을 - 아치아라의 비밀》 (2015년, SBS) - 유령아기 엄마 역
- 《착하지 않은 여자들》 (2015년, KBS2)
- 《풍문으로 들었소》 (2015년, SBS) - 무속인 역
- 《눈길》 (2015년, KBS1) - 은수선생님 역
- 《송곳》 (2014년, JTBC)
- 《삼총사》 (2014년, tvN)
- 《라이어 게임》 (2014년, tvN) - 홍인숙 / 삐삐도사 역
- 《응급남녀》 (2014년, tvN) - 김천중 환자의 보호자 역
- 《특수사건 전담반 TEN 2》 (2013년, OCN) - 술집 마담 역
- 《장옥정, 사랑에 살다》 (2013년, SBS)
- 《굿 닥터》 (2013년, KBS2) - 은옥의 고모 역
- 《내 딸 꽃님이》 (2011년~2012년, SBS) - 주홍단을 괴롭히는 여자의 어머니 역
- 《뱀파이어 검사》 (2011년, OCN)
- 《오작교 형제들》 (2011년~2012년, KBS2) - 오리를 납품하는 여자 역
- 《별순검 2》 (2008년, MBC 드라마넷)

### 영화
- 《스마트폰을 떨어뜨렸을 뿐인데》 (2021년) – 자은 역
- 《관계의 가나다에 있는 우리는》 (2021년) – 곽 과장 역
- 《인생은 아름다워》 (2020년) – 하숙친구 역
- 《나를 구하지 마세요》 (2020년) – 정국 엄마 역
- 《엄마의 공책》 (2018년) – 아주머니 손님 1 역
- 《채비》 (2017년) – 학부모 1 역
- 《굿바이 싱글》 (2016년) – 미술대회 학부모 역
- 《카트》 (2014년) – 태영 담임 역
- 《점쟁이들》 (2012년) – 김 회장 역
- 《살인의 강》 (2010년) – 회장 아줌마 역
- 《불꽃처럼 나비처럼》 (2009년) – 간택 상궁 1 역
- 《하류인생》 (2004년) – 정보부장 부인 역
- 《눈물》 (2001년) – 옷가게 주인 역
- 《닥터 봉》 (1995년) – 호정 역

### 뮤지컬
- 《줌데렐라》
- 《우리는 친구다》
- 《CATS》
- 《OLIVER》
- 《LES MISERABLE》
- 《THE LIFE》
- 《지하철1호선》
- 《모스키토》

### 연극
- 《맥베스》
- 《고공정원》
- 《급매 행복아파트 천사호》
- 《미운남자》
- 《둥근 해가 떴습니다》
- 《그리고 아무도 없었다》
- 《마리화나》
- 《루브》
- 《LUV》
- 《환》
- 《오늘》
- 《칼맨》
- 《졸업》
- 《이구아나》
- 《나비스햄릿》

### 광고
- KT서포터즈
- 키움증권
- 서울우유유기농맑은치즈
- 삼성 하하하 캠페인

## 수상
- 20회 서울연극제 신인상
- 밀양연극제 연기상